# Unforgettable (canção de Marcus & Martinus)
"Unforgettable" é uma canção do duo musical norueguês Marcus & Martinus, lançada como single a 2 de Março de 2024 pela Universal Music. A canção foi escrita pela dupla junto com Jimmy "Joker" Thörnfeldt, Joy Deb e Linnea Deb. Representaram a Suécia no Festival Eurovisão da Canção de 2024, depois de ter vencido o Melodifestivalen 2024 e terminou em 9.º lugar na grande final com 174 pontos.

## Tabelas
| Tabela (2024)              | Pico posição |
| -------------------------- | ------------ |
| Suécia (Sverigetopplistan) | 4            |